# (11066) Sigurd
(11066) Sigurd est un astéroïde Apollon découvert le 9 février 1992 par C. S. Shoemaker et E. M. Shoemaker à l'observatoire Palomar.